# Colmars
Colmars, tudi Colmars-les-Alpes, (provansalsko Cormarç) je naselje in občina v jugovzhodnem francoskem departmaju Alpes-de-Haute-Provence regije Provansa-Alpe-Azurna obala. Leta 2006 je naselje imelo 384 prebivalcev.

## Geografija
Kraj leži v pokrajini Visoki Provansi ob sotočju rek Verdon in Lance, 70 km severovzhodno od središča departmaja Digne-les-Bainsa.

## Administracija
Colmars je sedež kantona Allos-Colmars, v katerega so poleg njegove vključene še občine
Allos, Beauvezer, Thorame-Basse, Thorame-Haute in Villars-Colmars z 2.038 prebivalci.
Kanton je sestavni del okrožja Castellane.

## Zgodovina
Ime naselja se prvikrat omenja leta 1040 kot Collo Martio.

## Zanimivosti
Kraj je na seznamu site inscrit kot mesto posebnih naravnih, zgodovinskih danosti.
- srednjeveška utrdba,
- utrdbi iz konca 17. stoletja, zgrajeni pod nadzorom francoskega vojaškega inženirja Vaubana posledično po napadu Savojcev na to ozemlje leta 1690:
  - Fort de Savoie (Fort Saint-Martin) severno od kraja,
  - Fort de France (Fort du calvaire) južno od kraja.
- stari mostovi Pont Haut (zgornji - severni, zgrajen na prelomu iz 17. v 18. stoletje), Pont Bas (spodnji - južni) na reki Verdon; oba sta na seznamu francoskih zgodovinskih spomenikov; in Pont Misson na reki Lance,
- slapovi na reki Lance.